# Nemoria festaria
Nemoria festaria är en fjärilsart som beskrevs av George Duryea Hulst 1886. Nemoria festaria ingår i släktet Nemoria och familjen mätare. Inga underarter finns listade i Catalogue of Life.